# Bellerus
Bellerus is een geslacht van vliesvleugeligen uit de familie Eulophidae. De wetenschappelijke naam van dit geslacht is voor het eerst geldig gepubliceerd in 1843 door Walker.

## Soorten
Het geslacht Bellerus omvat de volgende soorten:
- Bellerus ambrotos De Santis, 1966
- Bellerus anaitis (Walker, 1843)
- Bellerus halidayi De Santis, 1966
- Bellerus laonome (Walker, 1839)
- Bellerus nesioticus De Santis, 1966
- Bellerus rhianus (Walker, 1842)